# MegaCharts
MegaCharts je odpovědná za sestavování a vydávání široké kolekce oficiálních žebříčků hitparád v Nizozemsku, z nichž nejznámějšími jsou Mega Top 50 a Mega Album Top 100. Také poskytuje informace do Stichting Nederlandse Top 40, na jejímž základě jsou vytvářeny hudební žebříčky Dutch Top 40, Tip Parade a další. MegaCharts je součástí společnosti GfK Benelux Marketing Services.

## The Mega Charts

### Singly a nahrávky
- Mega Top 50
- Dutch Top 40
- Single Top 100
- Tipparade
- Mega Dance Top 30 – Top 30 dance nahrávek.
- Mega Airplay Top 50 – nejhranější skladby v rádiu a televizi.
- Mega Ringtone Top 50 – nejstahovanější vyzváněcí tóny v Nizozemsku.

### Hudební alba
- Mega Album Top 100 – aktuální nejprodávanější alba
- Mega Verzamelalbum Top 30 – kompilační alba
- Backcatalogue Top 50
- Scherpe Rand van Platenland

### DVD
- Music DVD Top 30
- Film DVD Top 30